# Ministerio de Transporte y Obras Públicas de Uruguay
El Ministerio de Transporte y Obras Públicas de Uruguay es la secretaría de estado encargada del desarrollo y la planificación de obras públicas de infraestructura con el fin de promover el desarrollo nacional.

## Historia
El 2 de marzo de 1891 es creado Ministerio de Fomento con la finalidad de planificar y ejecutar la construcción de carreteras y puentes así como de otros proyectos de vialidad. También estaban a su cargo el control de las vías férreas y el transporte ferroviario, el puerto de Montevideo y la búsqueda y aprovechamiento nuevas fuentes energéticas.
El 12 de marzo del 1907 el entonces presidente del Claudio Williman decide reorganizar los ministerios, dividiendo el entonces ministerio de Fomento en dos entidades separadas. Por un lado crea el Ministerio de Industrias, Trabajo e Instrucción Pública y por otro el Ministerio de Obras Públicas, el cual es definido como el eje vertebral de la modernización, el desarrollo y el crecimiento. El primero en encabezar esta cartera fue Juan Lamolle, el cual cumplió funciones entre 1907 y 1911. En este período se concretan las obras de ampliación del puerto de Montevideo, y la construcción del puerto de La Paloma.
Durante la presidencia de Óscar Gestido, paralelamente fue creado el Ministerio de Transporte, Comunicaciones y Turismo. El cual fue suprimido el 11 de julio de 1974, por Decreto Ley N.º 14.218, otorgándole sus cometidos y competencias al Ministerio de Obras Públicas, quien tras estas asignaciones pasó a denominarse como Ministerio de Transporte y Obras Públicas.
En 2005, con la asunción del gobierno del doctor Tabaré Vázquez, la secretaria de Estado adquiere un protagonismo que se vincula con las mismas raíces de su creación: conducción estratégica y eficaz de las políticas públicas en materia de infraestructura para el desarrollo armónico, soberano y autosustentable del Uruguay.
En marzo de 2020,  Luis Alberto Heber asumió el cargo de Ministro de Transporte y Obra Pública, pero tras el fallecimiento del entonces Ministro del Interior, Jorge Larrañaga, a un año de cumplida su gestión, Luis Heber fue designado como el nuevo Ministro del Interior. Por lo que el 24 de mayo de 2021, José Luis Falero asumió como ministro de Transporte y Obra Pública, junto con Juan José Olaizola como viceministro.

## Estructura
En el ejercicio actual (2020-2025) Ministerio de Transporte y Obras Públicas se estructura en los siguientes direcciones ejecutoras.
- Dirección General de la Secretaría de Estado
- Dirección Nacional de Transporte
  - Dirección General de Transporte Aéreo
  - Dirección General de Transporte por Carretera
  - Dirección General de Transporte Fluvial y Marítimo
  - Dirección Nacional de Transporte Ferroviario
- Dirección Nacional de Vialidad
- Dirección Nacional de Hidrografía
- Dirección Nacional de Topografía
- Dirección Nacional de Arquitectura

## Ministros
| Ministros de Fomento |                       |                    |                 |
| Nº                   | Ministro              | Inicio del mandato | Fin del mandato |
|                      | Juan Alberto Capurro  | 1891               | 1893            |
|                      | Juan José Castro      | 1894               | 1897            |
|                      | Jacobo A. Varela      | 1897               | 1899            |
|                      | Carlos María De Pena  | 1899               | 1899            |
|                      | Gregorio L. Rodríguez | 1899               | 1901            |
|                      | José Serrato          | 1903               | 1904            |
|                      | Juan Alberto Capurro  | 1903               | 1906            |

| Ministros de Obras Públicas |                            |                       |                       |
| Nº                          | Ministro                   | Inicio del mandato    | Fin del mandato       |
|                             | Juan Lamolle               | 1907                  | 1911                  |
|                             | Víctor Sudriers            | 1911                  | 1912                  |
|                             | Pedro C. Rodríguez         | 1915                  | 1915                  |
|                             | Santiago Rivas             | 1915                  | 1919                  |
|                             | Humberto Pittamiglio       | 1919                  | 1922                  |
|                             | Santiago Calcagno          | 1922                  | 1923                  |
|                             | Juan Andrés Álvarez Cortés | 1925                  | 1927                  |
|                             | Federico E. Capurro        | 1932                  | 1933                  |
|                             | Martín Recaredo Echegoyen  | 1936                  | 1938                  |
|                             | César Mayo Gutiérrez       | 1946                  | 1947                  |
|                             | Manuel Rodríguez Correa    | 1947                  | 1949                  |
|                             | José Acquistapace          | 1949                  | 1949                  |
|                             | Manuel Rodríguez Correa    | 1951                  | 1952                  |
|                             | José Acquistapace          | 1953                  | 1954                  |
|                             | Washington Fernández       | 1 de marzo de 1955    | 12 de junio de 1956   |
|                             | Héctor Grauert             | 12 de junio de 1956   | 6 de junio de 1957    |
|                             | Florentino Guimaraens      | 6 de junio de 1957    | 28 de febrero de 1959 |
|                             | Luis Giannattasio          | 1 de marzo de 1959    | 28 de febrero de 1963 |
|                             | Isidoro Vejo Rodríguez     | 1 de marzo de 1963    | 28 de febrero de 1967 |
|                             | Heraclio Ruggia            | 1 de marzo de 1967    | 10 de octubre de 1967 |
|                             | Walter Pintos Risso        | 30 de octubre de 1967 | 31 de octubre de 1972 |
|                             | Ángel Servetti             | 30 de octubre de 1972 | 11 de julio de 1973   |
|                             | Eduardo Crispo Ayala       | 11 de julio de 1973   | 10 de julio de 1974   |

| Ministros de Transporte, Comunicaciones y Turismo |                         |                         |                         |
| Nº                                                | Ministro                | Inicio del mandato      | Fin del mandato         |
|                                                   | Justino Carrere Sapriza | 1 de marzo de 1967      | 3 de mayo de 1968       |
|                                                   | José Serrato            | 3 de mayo de 1968       | 2 de abril de 1970      |
|                                                   | Agustín Caputi          | 2 de abril de 1970      | 26 de octubre de 1970   |
|                                                   | Carlos Queraltó Oribe   | 26 de octubre de 1970   | 28 de octubre de 1971   |
|                                                   | Federico García Capurro | 28 de octubre de 1971   | 10 de febrero de 1972   |
|                                                   | José María Labandera    | 10 de febrero de 1972   | 1 de marzo de 1972      |
|                                                   | Carlos Ribeiro          | 1 de marzo de 1972      | 9 de junio de 1972      |
|                                                   | José Manuel Urraburu    | 9 de junio de 1972      | 27 de diciembre de 1972 |
|                                                   | Francisco Mario Ubillos | 28 de diciembre de 1972 | 11 de julio de 1974     |

| Ministros de Transporte y Obras Públicas |                        |                          |                          |
| Nº                                       | Ministro               | Inicio del mandato       | Fin del mandato          |
|                                          | Eduardo Crispo Ayala¹  | 11 de julio de 1974      | 1 de septiembre de 1976  |
|                                          | Eduardo Sampson¹       | 1 de septiembre de 1976  | 7 de mayo de 1982        |
|                                          | Francisco Tourreilles¹ | 7 de junio de 1982       | 1 de marzo de 1985       |
|                                          | Jorge Sanguinetti      | 1 de marzo de 1985       | 21 de septiembre de 1989 |
|                                          | Alejandro Atchugarry   | 21 de septiembre de 1989 | 1 de marzo de 1990       |
|                                          | Wilson Elso Goñi       | 1 de marzo de 1990       | 12 de marzo de 1993      |
|                                          | Juan Carlos Raffo      | 12 de marzo de 1993      | 20 de junio de 1994      |
|                                          | José Luis Ovalle       | 20 de junio de 1994      | 1 de marzo de 1995       |
|                                          | Lucio Cáceres          | 1 de marzo de 1995       | 15 de julio de 2004      |
|                                          | Gabriel Gurméndez      | 15 de julio de 2004      | 24 de noviembre de 2004  |
|                                          | Gabriel Pais           | 24 de noviembre de 2004  | 13 de febrero de 2005    |
|                                          | Carlos Pollio          | 14 de febrero de 2005    | 1 de marzo de 2005       |
|                                          | Víctor Rossi           | 1 de marzo de 2005       | 1 de marzo de 2010       |
|                                          | Enrique Pintado        | 1 de marzo de 2010       | 1 de marzo de 2015       |
|                                          | Víctor Rossi           | 1 de marzo de 2015       | 1 de marzo de 2020       |
|                                          | Luis Alberto Heber     | 1 de marzo de 2020       | 24 de mayo de 2021       |
|                                          | José Luis Falero       | 24 de mayo de 2021       | 1 de marzo de 2025       |

¹ Ministros del gobierno cívico-militar (1973-1985).